# 荻原裕幸
荻原 裕幸（おぎはら ひろゆき、1962年8月24日 - ）は、日本の歌人。

## 人物
塚本邦雄に師事。塚本邦雄の影響を受けた前衛的作風から出発し、やがて都会的な口語短歌へと着地。シュールな比喩表現や、言葉で発音できない「記号短歌」の導入など、日本語の解体による新しい詩的表現を志向する。そのような新傾向の短歌を自ら「ニューウェーブ」と命名し、加藤治郎、穂村弘とともに短歌革新運動の原動力となる。
電脳歌人と称してインターネットでの活動を始め、イベントの企画・運営や、評論活動など、創作以外の活動も盛んに行っており、現代短歌を担う重要人物である。
名古屋市中村区にある中華料理店「平和園」(小坂井大輔の実家で勤め先)を「短歌の聖地」にした仕掛け人と言われている。

## 年譜
- 1962年8月24日：愛知県名古屋市瑞穂区に生まれる。
- 1981年：『短歌』誌上の塚本邦雄選「公募短歌館」に投稿・入選。

翌1982年には『サンデー毎日』誌上の塚本邦雄選「サンデー秀句館」に入選。
- 1985年：「炎天に献ず」50首が第31回角川短歌賞最終候補に。
- 1986年：塚本邦雄選歌誌『玲瓏』創刊に参加。

大塚寅彦：加藤孝男らと同人誌を創刊。
- 1987年：『青年霊歌』30首で第30回短歌研究新人賞を受賞。

「ライトヴァース再考」20枚で第5回現代短歌評論賞最終候補に。
若手歌人による短歌のシンポジウムを企画・運営。その後も現代短歌のシンポジウムを企画・運営している。
- 1987年3月：愛知県立大学外国語学部第2部フランス学科を卒業。
- 1988年：第1歌集『青年霊歌』を刊行。

大塚寅彦、加藤治郎、西田政史らと同人誌「フォルテ」（全4号）を創刊。
- 1989年：朝日新聞に連載を持つ。

俳句の同人誌を創刊。
- 1990年：第2歌集『甘藍派宣言』を刊行。
- 1991年：「主体の問題をめぐって」30枚で第9回現代短歌評論賞次席に。

朝日新聞7月23日号に「現代短歌のニューウェーブ」を執筆。
『短歌研究』11月号誌上の座談会「現代短歌ニューウェーブ」に出席。
同人誌に散文詩を連載。
- 1992年：第3歌集『あるまじろん』を刊行。
- 1993年：テレビ番組に初出演。

中部日本歌人会に入会。
コピーライターとしてプロダクションに入社（1999年、退社後はフリー）。
- 1994年：第4歌集『世紀末くん！』を刊行。
- 1996年：短歌と写真をコラボレーションした展覧会を企画・演出。
- 1998年：加藤治郎、穂村弘とニューウェーブ歌人3人で、企画集団SS-PROJECT（エスツー・プロジェクト）を結成。インターネットを積極的に利用するなど、歌壇にとらわれない従来の短歌とは異なる活動を展開。

武生市（現・越前市）主催の公募企画「あなたを想う恋のうた」に審査員長として参加。
- 1999年：高校の国語科教科書に短歌が掲載される。
- 2000年：ホームページ「デジタル・ビスケット」を開設。

岩波書店「図書」5月号誌上で川上弘美、平出隆らと歌合わせ。
テレビ番組に「電脳歌人」として出演。
- 2001年：全歌集『デジタル・ビスケット』（第5歌集『永遠青天症』収録）を刊行。

オンデマンド出版事業「歌葉」をプロデュース。
ホームページ「ogihara.com」を開設。
- 2006年：名古屋市芸術奨励賞を受賞。
- 2020年：第6歌集『リリカル・アンドロイド』を刊行、中日短歌大賞を受賞。

## 著作

### 歌集
- 『青年霊歌 －アドレッセンス・スピリッツ』（書肆季節社、1988年）
- 『甘藍派宣言』（書肆季節社、1990年）
- 『あるまじろん』（沖積舎、1992年）
- 『世紀末くん！』（沖積舎、1994年）
- 『デジタル・ビスケット』（第5歌集『永遠青天症』収録、沖積舎、2001年）
- 『リリカル・アンドロイド』（書肆侃侃房、2020年）
- 『永遠よりも少し短い日常』（書肆侃侃房、2022年）

### 共著
- 『短歌・俳句同時入門』（東洋経済新報社、1997年）
- 『近代短歌を学ぶ人のために』（世界思想社、1998年）
- 『GKドキュメント』（現代歌人会議、1999年）
- 『岩波現代短歌辞典』（岩波書店、1999年）

### アンソロジー
- 『現代の第一歌集』（ながらみ書房、1992年）
- 『新星十人 〜現代短歌ニューウェイブ〜』（立風書房、1998年）
- 小高賢編著『現代短歌の鑑賞101』（新書館、1999年）
- 『現代短歌最前線　上巻』（北溟社、2001年）

### その他
- 三枝昂之『討論・現代短歌の修辞学』（ながらみ書房、1996年）
- 小林恭二『短歌パラダイス―歌合 二十四番勝負』（岩波新書、1997年）

1996年3月30日・31日に行われた歌合に参加。
それに先駆けて、 1995年に小林恭二が企画した岩波書店「へるめす歌会」に参加している。
- 小林恭二『実用青春俳句講座』（ちくま文庫、1999年）

解説を寄稿。
- 『現代川柳の精鋭たち』（北宋社、2000年）

解説を寄稿。

### 関与したウェブサイト
- リンク集
  - 「電脳短歌イエローページ」
  - 「17.com」

- メールマガジン
  - 「＠ラエティティア」

- 電子会議室（電子掲示板）
  - 「電脳短歌BBS」
  - 「17.com BBS」
  - 穂村弘「ごーふる・たうんBBS」
  - 藤原龍一郎「短歌発言スペース」
  - 五十嵐きよみ「梨の実歌会BBS」
  - なかはられいこ「なかはらさんに一言ください掲示板」
  - 畑美樹・なかはられいこ「せんりゅう・らぼ」
  - 「31フォーラム」